# Ted Danson

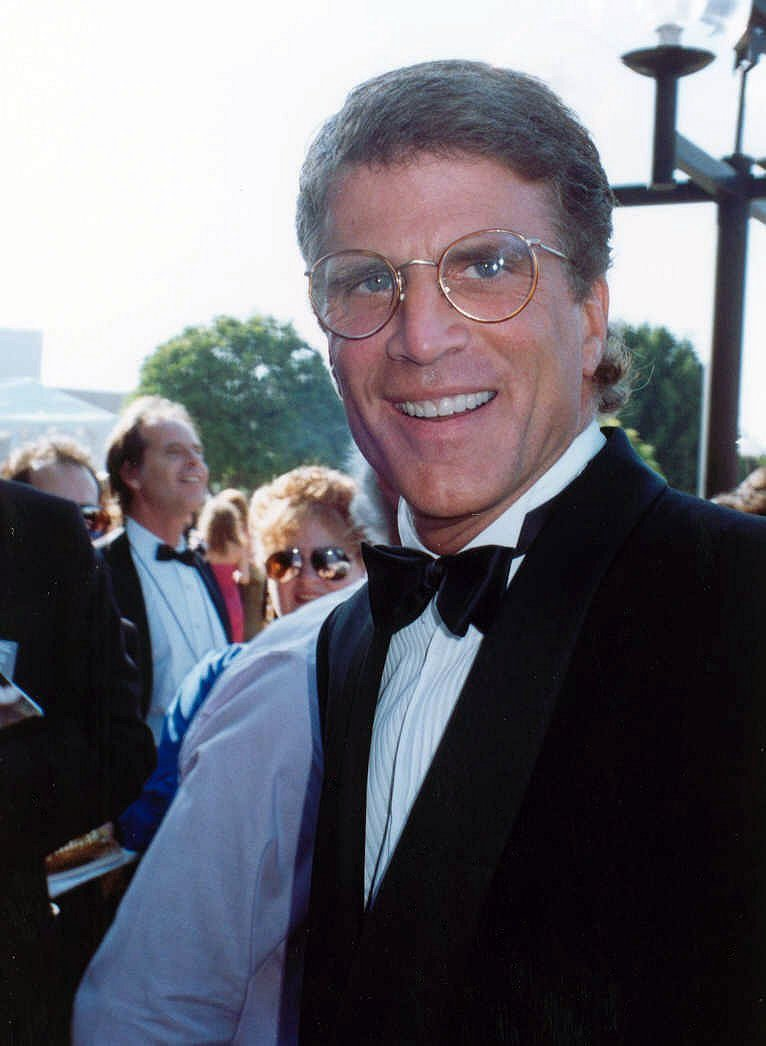
Ted Danson 1990.

Edward Bridge "Ted" Danson III, född 29 december 1947 i San Diego i Kalifornien, är en amerikansk skådespelare och producent. Danson är bland annat känd för rollen som barägaren Sam Malone i TV-serien Skål. 

## Biografi
Ted Danson föddes i San Diego, men växte upp precis utanför Flagstaff i Arizona. Han gick på Stanforduniversitetet där han blev intresserad av drama och skådespeleri under sitt andra år. År 1972 bytte han till Carnegie-Mellon University i Pittsburgh. Efter examen antälldes han som lärling på Tom Stoppards Off Broadway-uppsättning The Real Inspector Hound. Han flyttade till Los Angeles 1978 och undervisades av Dan Fauci på skådespelarinstitutet där han även höll i klasser.
Förutom rollen som bartendern Sam Malone i komediserien Skål har han medverkat i filmer som Creepshow, Tre män och en baby, Tre män och en liten tjej, Mumford och Steven Spielbergs Rädda menige Ryan.
Han är sedan den 7 oktober 1995 gift med skådespelaren Mary Steenburgen.

## Filmografi i urval
- 1979 – Polisbil 6-Z-4 svarar inte
- 1981 – Het puls
- 1982–1993 – Skål (TV-serie)
- 1982 – Creepshow
- 1987 – Tre män och en baby
- 1990 – Tre män och en liten tjej
- 1993 – Made in America
- 1994 – Nu är vi kvitt, farsan!
- 1995 – Gullivers resor
- 1996 – Loch Ness
- 1998 – Rädda menige Ryan
- 2007–2010 – Damages (TV-serie)
- 2008 – Mad Money
- 2009 – The Open Road
- 2011–2015 – CSI: Crime Scene Investigation (TV-serie)
- 2015 – Fargo (TV-serie)
- 2016–2020 – The Good Place (TV-serie)
- 2021–2022 – Mr. Mayor (TV-serie)
- 2024 – A Man on the Inside (TV-serie)